# 聚己内酯

ε-己内酯开环聚合为聚己内酯

聚-ε-己内酯（poly-ε-caprolactone），简称聚己内酯（英語：polycaprolactone，简称PCL）是一种半结晶型聚合物，是化学合成的生物降解性高分子材料，其结构重复单元上有5个非极性亚甲基—CH2淀粉等物质共混，可制得完全生物降解材料。因其生物相容性、结构稳定 性及共混能力引起业界广泛关注，相对其他合成聚合物更稳定、生物组织惰性、 机械性能优异，生理温度下可半结晶形成橡胶态，展现出色流变及粘弹特性，可 作形状记忆高分子材料等。虽然 PCL 用途广泛，然而其降解速率低、水溶性 差，因此一般将其进行共聚以弥补自身不足，其中一种方法便是基于 PCL 制备 两亲性聚合物。

## 结构
聚己内酯其结构重复单元上有5个非极性亚甲基—CH2 —和一个极性酯基—coo—，结构式为[CH2-(CH2)4-COO]n。

## 性质
熔点为59～64℃，玻璃化温度为-60℃。分子量较低,为无色结晶固体,具有蜡质感。因为分子结构中引入了酯基结构—coo—，所以在自然界中酯基结构易被微生物或酶分解，最终产物为CO2和H2O。同时具有良好的生物相容性、 生物降解性、 相容性、 高结晶性和低熔点性。

## 合成
PCL可通过6-羟己酸（6-hydroxyhexanoate）缩聚反应或者由己内酯单体、起始剂（二醇、二胺和醇胺类）、催化剂（钛酸四丁酯、钛酸四异丙脂、辛酸亚锡等）经开环聚合（ring-opening polymerization，ROP）制备，其中ROP可控性好，可细分为阳离子（cationic）、阴离子（anionic）、配位-插入（coordinationinsertion）以及活化单体（activated monomer）开环聚合。
阳离子 ROP 中，引发剂分子使单体带正电荷，SN2取代另一个单体羰基氧而开环，开环后末端单体再次带正电，促进反应进行。阳离子开环聚合在PCL外其他材料中产生了不少重要工业产品，如聚甲醛、聚四氢呋喃等，但阳离子ROP可控性差，产物聚合度低。阴离子ROP通过阴离子催化剂攻击己内酯羰基酰氧键，使带负电荷末端进一步引发单体开环形成链增长，但阴离子聚合过程中末端容易回咬，造成较多酯交换以及环化，增大产物分散性。配位-插入ROP本质上亦是阴离子ROP，催化剂金属通过配位单体形成醇盐而开环，此种方法引发以及催化己内酯ROP过程中，分子间以及分子内酯交换为基本副反应，主要发生于聚合后期，拓宽分散性、降低可控性。活化单体ROP通过质子化单体羧基氧，使其相邻碳更易受亲核攻击而开环。ROP方法各不相同，实际应用过程中需综合考虑引发剂化学性质、聚合度及应用范畴等，根据不同要求适当选择。

## 应用

### 在树脂改性方面
可以用来改善丙烯酸、聚脂、乙烯基等树脂的柔韧性、低温耐冲击性、流动性和成型性等。

### 涂料方面
用作汽车底漆、中涂和表面涂层，还有各种建材用的溶剂和乳胶涂料等的改性剂，不仅可以提高涂膜的韧性，还可以改善低温特性和反应性、提高交联密度。

### 医学方面
应用于微包囊药物制剂，微包囊药物制剂具有降低药物毒副作用、防止药物失活、减少服药次数以及靶向给药的效果。此外还用于可控释药物载体、细胞、组织培养基架或是用於護具的塑形。

### 粘合剂方面
用聚己内酯多元醇制得的聚氨酯胶粘剂比起用其他聚醚和聚酯为原料生产的有更好的粘着力，而且有更好的色泽、水解稳定性和均匀性，在高温下也有更好的剥离强度。

### 在聚氨酯弹性体方面
PCL比普通的多元醇合成的PU革（人造皮革）有更好的耐热老化、耐光老化、耐水老化性能。

### 涂饰剂方面
可与聚醚等合成水性聚氨酯，涂膜比较柔软,耐熨烫、耐干湿擦、耐溶剂。适用于服装革等两用皮的底中层涂饰。

### 原料方面
用作低聚物和变性剂，既可可提高韧性，还能提高低温特性，而且反应性等机能性也得到较大的改善。

## 发展
由于具有活性高、粘度低、光泽优异、分子量分布窄、酸值和含水量低等优点，与其他制备材料比具有更优异的性能。还可与多官能团的异氰酸酯和扩链剂结合，制备对各种底材具有优异附着力的高性能聚氨酯。作为新兴可发展的生物降解材料代表,聚己内醋及其共聚物有着良好的发展前景，聚己内酯需求会越来越多。特别是环保产业，生物可降解高分子材料对于环境保护有很大的作用，市场前景将十分广阔。

### 共聚
PCL共聚物中，聚乙二醇（polyethylene glycol，PEG）使用最为广泛，其无毒性、无抗原性、无免疫原性，并与PCL同为FDA所批准。PEG与PCL共聚物自组装形成胶束，其亲水性PEG外壳有利于逃避机体识别，可通过高渗透长滞留效应（enhanced permeability and retention effect，EPR）增强肿瘤组织或炎症组织靶向。PEG与PCL嵌段聚合物可衍生出AB二嵌段、ABA或BAB三嵌段、多嵌段、星型、接枝等众多拓扑结构，自组装成纳米颗粒又能产生更多结构，其中PCL-b-PEG-b-PCL纳米颗粒（PCEC）因高载药量等优点而显露头角。水溶液中PCEC共聚物末端疏水PCL嵌段相互聚集构成核心，而亲水性PEG嵌段组成胶束外壳，自组装形成“花样”胶束结构。若达到临界浓度或临界温度时，疏水性PCL嵌段会可扩散到其他胶束中形成桥接，形成胶束聚集体，甚至形成水凝胶，展现出多样的应用方向。

## 降解
PCL作为可生物降解聚合物，广泛应用于生物医学领域，其降解主要由主链 酯键水解所引起，可被温度、pH、酶、自由基等因素催化，在环境中主要通过真 菌、细菌和藻类等微生物作用缓慢降解，而水解、氧化、酶促、pH催化等也会促进其降解。由于酯基结构易被微生物或酶分解最终产物为CO2和H2O，所以聚己内酯容易进行回收，对环境污染问题得到合适的控制。降解初期PCL分子量下降，宏观结构分解形成较小聚合物片段，可被细胞或微生物完全代谢，其端基羟基促进末端降解，使聚合度线性下降。炎症所产生自由基亦可夺取PCL的氢，导致其链断裂而加速降解。热致PCL降解则通过端基分解、随机断链以及自由基介导断裂等作用协同促进分解。此外，酯酶以及脂肪酶也可能通过酶促水解参与PCL降解过程。
酸性条件PCL可通过质子化羰基氧，促进水分子对其亲核攻击而加速水解；碱性条件通过氢氧根离子作为亲核试剂直接攻击羰基碳加速水解。碱性条件催化PCL水解能力较强，宏观上主要促进聚合物表面侵蚀，而基本不伤害本体；酸性条件下质子传播于聚合物本体，降解过程更均匀，也更接近生理降解条件。聚己内酯也可与其它可降解聚合物共聚以改变其降解行为，降解速率取决于组分、分子量、结晶度和亲水性等，降解过程复杂，涉及多种因素及机理，相互关联、动态变化，因此分析PCL降解行为对于材料设计优化，根据不同应用场景而选用不同PCL材料，具有重要意义。